# بیان گذرای ژنی
بیان گذرای ژنی (به انگلیسی: Transient gene expression) به بیان ژنی گذرا یا موقتی اشاره دارد که برای دوره کوتاهی پس از ورود نوکلئیک اسید (رایج‌ترین رمزگذاری دی‌ان‌ای پلاسمیدی) به درون یاخته‌های یوکاریوتی ایجاد می‌شود. بیشترین بیان گذرای ژنی در یاخته‌های حیوانیِ در حال رشد انجام می‌شود. اگر چه این روش در یاخته‌های گیاهی نیز به کار می‌رود، ولی انتقال اسیدهای نوکلئیک به این یاخته‌ها به روشهای متفاوتی انجام می‌شود. در هر دو یاخته گیاهی و حیوانی، بیان گذرای ژنی باید به همراه استفاده محدودی از اسیدهای نوکلئیک باشد؛ زیرا که اگر این بیان به مدت طولانی انجام شود دیگر به آن «گذرا» گفته نشده و یک «بیان پایدار» یا آن چیزی است که معمولاً آن را بیان ژنی می‌نامیم.